# Evgenij Bosilkov
Evgenij Bossilkov, CP, rodným jménem Vincent Bossilkov (16. listopadu 1900, Belene – 11. listopadu 1952, Sofie) byl bulharský římskokatolický duchovní a řeholník kongregace passionistů, sloužící jako biskup diecéze Nicopolis, popravený během komunistické totality. Katolická církev jej uctívá jako blahoslaveného mučedníka.

## Život

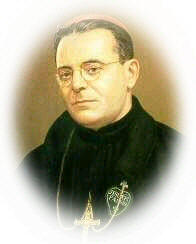
Portrét

Narodil se do bulharské římskokatolické rodiny dne 16. listopadu 1900 v Belene. Po studiích vstoupil ve 14 letech do kongregace passionistů. Studoval v pasionistických řeholních domech v Nizozemsku a Belgii a přijal řeholní jméno Evgenij. Dne 23. dubna 1923 složil své doživotní řeholní sliby a dne 25. července 1926 jej biskup z Nicopolis Damiaan Johannes Theelen v katedrále sv. Pavla od Kříže v Ruse vysvětil na kněze.

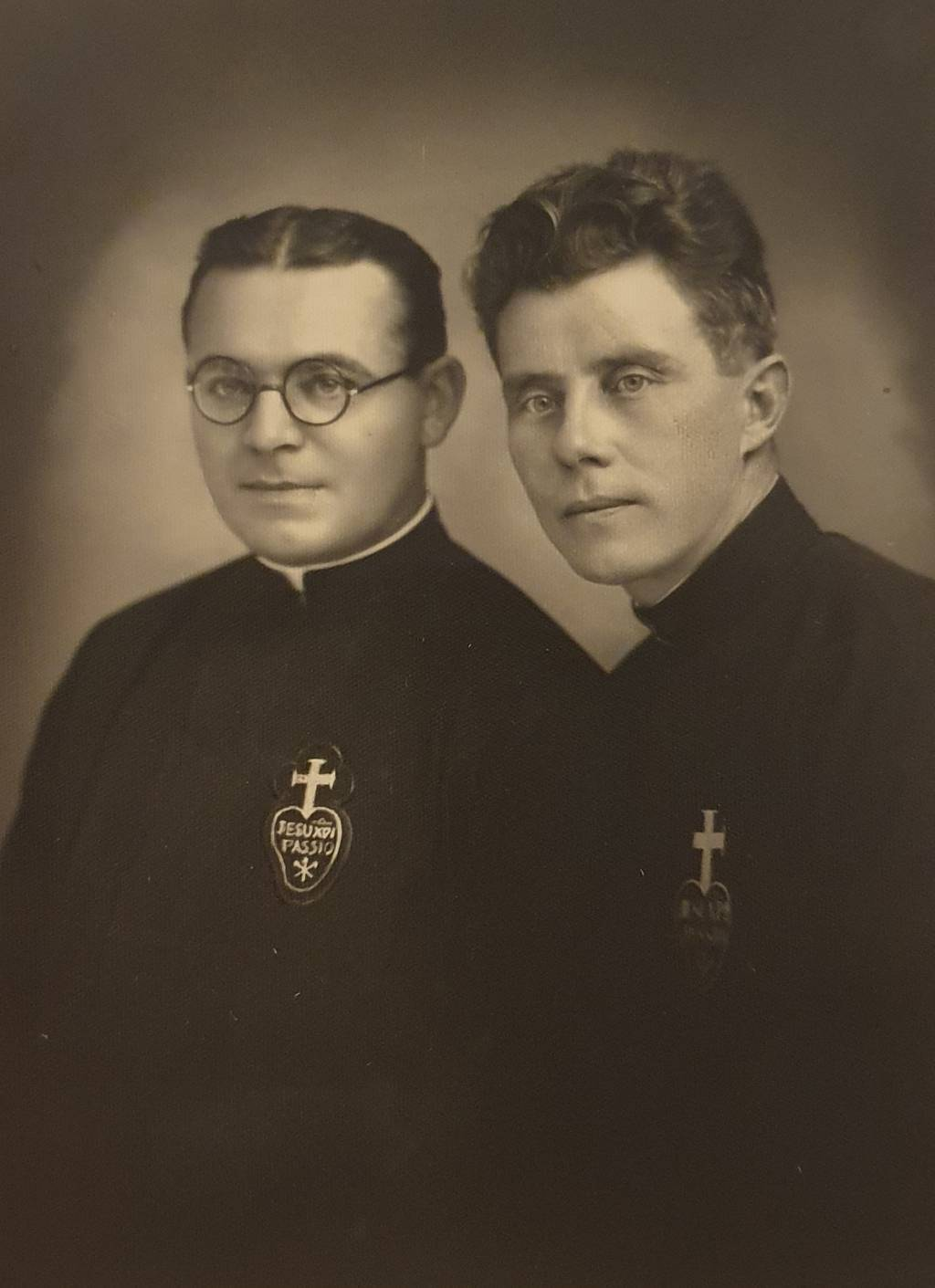
Evgenij Bosilkov a kněz Paulus Brouwers

V roce 1924 se vrátil do Bulharska, kde se věnoval teologickým studiím. V roce 1927 odcestoval do Říma, aby si udělal doktorát na Papežském východním institutu, který zde získal roku 1931. Po svém návratu do Bulharska nejprve sloužil v různých diecézních úřadech. Roku 1934 byl ustanoven farářem v obci Bardarski Geran. Ve farnosti byl známý svou prací s mládeži. Po druhé světové válce Sovětský svaz napadl Bulharské království a dosadil komunistickou vládu odpovědnou Josipu Stalinovi. Nový režim záhy začal přijímat protikatolické zákony.
Dne 26. července 1947 jej papež Pius XII. biskupem diecéze Nicopolis. Biskupské svěcení přijal 7. října téhož roku v katedrále sv. Pavla od Kříže v Ruse. Hlavním světitelem byl biskup Ivan Romanov, spolusvětitely byli biskupové Ivan Dimitrov Garufalov a Kiril Stefan Kurtev.
Od roku 1949 se postoj státu k řeholním institutům zhoršil. Ve stejném roce vláda deportovala apoštolského delegáta, zabavila majetek katolické církve a potlačila činnost řeholních kongregací. V roce 1952 začala vláda hromadně zatýkat církevní představitele. Dne 16. července 1952 byl v Sofii zatčen a uvězněn. Během výslechů, při kterých po něm bylo požadováno aby se přiznal, že byl vůdcem katolického spiknutí s cílem rozvrátit komunismus, musel čelit mučení. Při následném monstrprocesu, který začal 29. září 1952 a skončil 3. října téhož roku, byl on a další dva jeho společníci Pavel Džidžov, Kamen Vičev a Josafat Šiškov shledáni vinnými a odsouzeni k trestu smrti. Popraven zastřelením byl spolu s nimi popravčí četou na půdě věznice v Sofii ve 23:30 večer dne 11. listopadu 1952.
Pohřben byl do hromadného hrobu a jeho ostatky nebyly nalezeny. Papež Pius XII. se zmínil o jeho mučednické smrti v encyklice Orientales Ecclesias, vydané dne 15. prosince 1952. Jeho smrt byla oficiálně přiznána až roku 1975, kdy bulharský ministr navštívil Vatikán a papež sv. Pavel VI. se jej na to přímo dotázal.

## Úcta
Jeho beatifikační proces započal dne 27. září 1985, čímž obdržel titul služebník Boží. Dne 26. března 1994 podepsal papež sv. Jan Pavel II. dekret o jeho mučednictví.
Blahořečen pak byl dne 15. března 1998 na Svatopetrském náměstí papežem sv. Janem Pavlem II.
Jeho památka je připomínána 13. listopadu. Bývá zobrazován v biskupském oděvu.